# Lepanthes elliptica
Lepanthes elliptica är en orkidéart som beskrevs av William Fawcett och Alfred Barton Rendle. Lepanthes elliptica ingår i släktet Lepanthes och familjen orkidéer.
Artens utbredningsområde är Jamaica. Inga underarter finns listade i Catalogue of Life.